# Manuel Alcalde Velasco
Manuel Alcalde y Velasco (Santiago, 14 de agosto de 1819 - ibídem, 1869) fue un político y abogado chileno.

## Primeros años de vida
Hijo del ex parlamentario y IV Conde de Quinta Alegre Juan Agustín Alcalde y Bascuñán y de María del Carmen Velasco y Oruna. Se recibió de abogado el 13 de enero de 1846. 
Contrajo matrimonio con María Mercedes Gregoria Brown y de la Barra, tuvieron siete hijos. 

## Vida pública
Fue elegido Diputado por Casablanca y Valparaíso en 1846, representando al Partido Conservador. Reelegido más tarde, en 1855, esta vez por Santiago, cargo que repitió en las elecciones parlamentarias de 1858, 1861 y 1864.
Fue ministro del Interior y de Relaciones Exteriores del presidente José Joaquín Pérez Mascayano. Ocupó también la cartera de Justicia, Culto e Instrucción Pública, y como tal le correspondió firmar el decreto que creó el Liceo de Valparaíso.
Cooperó en la fundación del Club de La Unión de Santiago, y fue elegido presidente del mismo. Senador por la Provincia de Santiago en 1867, no alcanzó a completar su período a causa de su fallecimiento. Fue vicepresidente del Senado en 1868.